# Gauss (kráter)

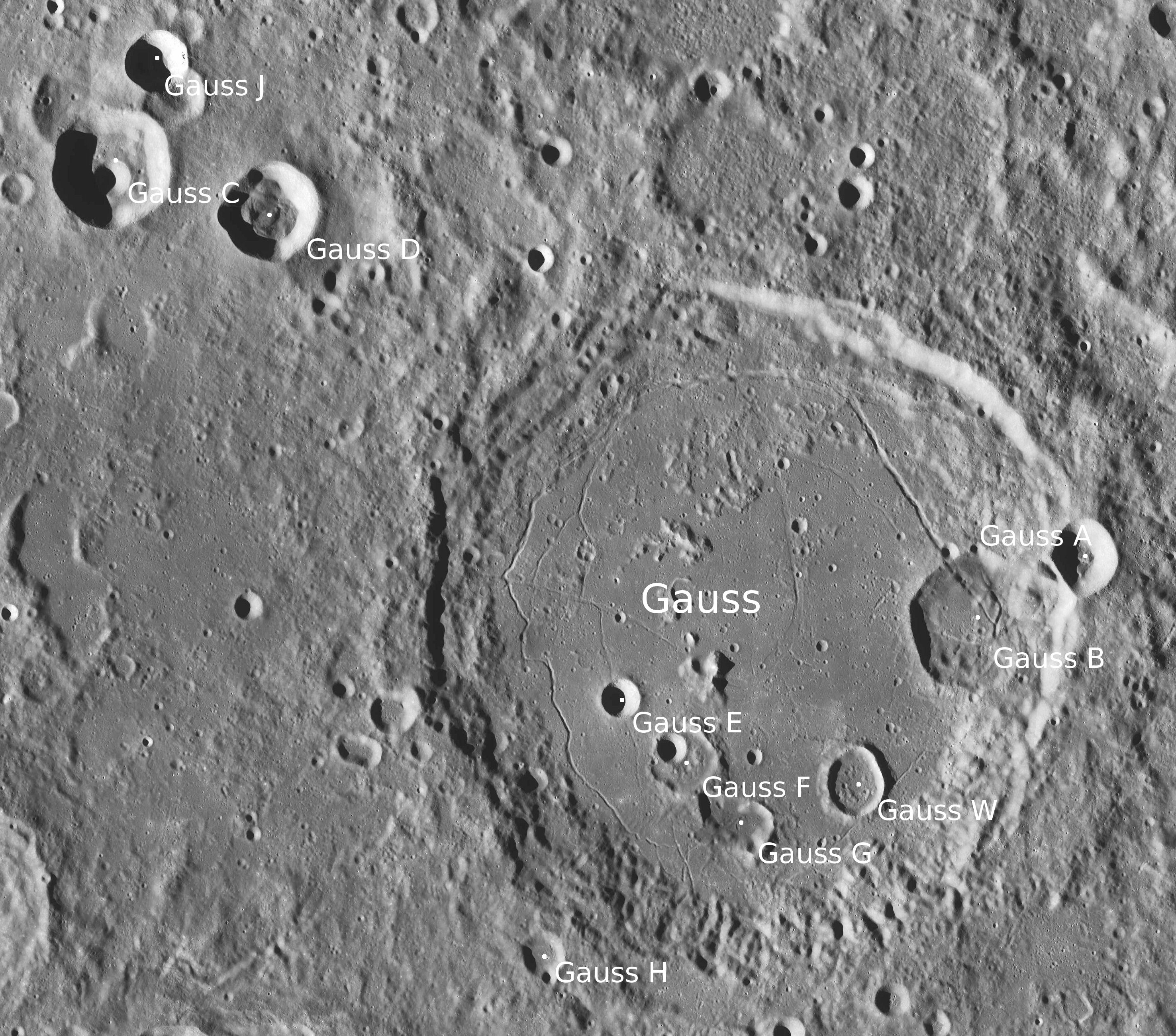
Kráter Gauss a okolí

Gauss je kráter typu valové roviny nacházející poblíž severovýchodního okraje přivrácené strany Měsíce. Vzhledem ke své poloze je vidět ze Země velmi zkresleně. Má průměr 177 km, má okrajový val ve tvaru šestiúhelníku a lávou zatopené dno, které je poznamenáno dopady dalších těles (leží zde satelitní krátery Gauss B, E, F, G, W). Dno je relativně ploché, kráter postrádá centrální pahorek.
Gauss sousedí na severovýchodě s rozpadlým kráterem Riemann, jihozápadně lze nalézt menší krátery Berosus a Hahn.

## Název
Pojmenován je podle slavného německého matematika a fyzika Carla Friedricha Gausse, vynálezce magnetometru.

## Satelitní krátery
V okolí kráteru se nachází několik dalších kráterů. Ty byly označeny podle zavedených zvyklostí jménem hlavního kráteru a velkým písmenem abecedy.
| Gauss | Sel. šířka | Sel. délka | Průměr |
| ----- | ---------- | ---------- | ------ |
| A     | 36.5° S    | 82.7° V    | 18 km  |
| B     | 35.9° S    | 81.2° V    | 37 km  |
| C     | 39.7° S    | 72.1° V    | 29 km  |
| D     | 39.3° S    | 73.8° V    | 24 km  |
| E     | 35.3° S    | 77.6° V    | 8 km   |
| F     | 34.8° S    | 78.3° V    | 20 km  |
| G     | 34.2° S    | 78.6° V    | 18 km  |
| H     | 33.2° S    | 77.1° V    | 11 km  |
| J     | 40.6° S    | 72.6° V    | 14 km  |
| W     | 34.5° S    | 80.2° V    | 18 km  |